# Lijst van voetbalinterlands Gambia - Namibië
Deze lijst van voetbalinterlands is een overzicht van alle officiële voetbalwedstrijden tussen de nationale teams van Gambia en Namibië. De landen hebben tot op heden vier keer tegen elkaar gespeeld. De eerste ontmoeting was een kwalificatiewedstrijd voor de Afrika Cup 2012 op 4 september 2010 in Bakau. Het laatste duel, een kwalificatiewedstrijd voor het Wereldkampioenschap voetbal 2018, werd gespeeld op 13 oktober 2015 in Windhoek.

## Wedstrijden
| № | Plaats   | Datum            | Competitie                   | Wedstrijd        | Uitslag |
| - | -------- | ---------------- | ---------------------------- | ---------------- | ------- |
| 1 | Bakau    | 4 september 2010 | Afrika Cup 2012 kwalificatie | Gambia − Namibië | 3 − 1   |
| 2 | Windhoek | 3 september 2011 | Afrika Cup 2012 kwalificatie | Namibië − Gambia | 1 − 0   |
| 3 | Bakau    | 9 oktober 2015   | WK 2018 kwalificatie         | Gambia − Namibië | 1 − 1   |
| 4 | Windhoek | 13 oktober 2015  | WK 2018 kwalificatie         | Namibië − Gambia | 2 − 1   |

## Samenvatting
| Competitie              | Totaal gespeeld | Winst Gambia | Gelijk | Winst Namibië | Doelsaldo Gambia – Namibië |
| ----------------------- | --------------- | ------------ | ------ | ------------- | -------------------------- |
| WK-kwalificatie         | 2               | 0            | 1      | 1             | 2 − 3                      |
| Afrika Cup-kwalificatie | 2               | 1            | 0      | 1             | 3 − 2                      |
| Totaal                  | 3               | 1            | 1      | 1             | 5 − 5                      |

GFA · A-internationals · Olympische elftal · Gambiaans vrouwenelftal
Algerije ·
Angola ·
Benin ·
Burkina Faso ·
Burundi ·
Centraal-Afrikaanse Republiek ·
China ·
Comoren ·
Congo-Brazzaville ·
Congo-Kinshasa ·
Denemarken ·
Djibouti ·
Equatoriaal-Guinea ·
Gabon ·
Ghana ·
Guinee ·
Guinee-Bissau ·
Ivoorkust ·
Kaapverdië ·
Kameroen ·
Kenia ·
Kosovo ·
Lesotho ·
Liberia ·
Libië ·
Luxemburg ·
Madagaskar ·
Mali ·
Marokko ·
Mauritanië ·
Mexico ·
Namibië ·
Nieuw-Zeeland ·
Niger ·
Nigeria ·
Oeganda ·
Saoedi-Arabië ·
Senegal ·
Seychellen ·
Sierra Leone ·
Tanzania ·
Togo ·
Tsjaad ·
Tunesië ·
Verenigde Arabische Emiraten ·
Zambia ·
Zuid-Afrika ·
Zuid-Soedan
NFA · 
Namibisch vrouwenelftal
1990 – 1999 ·
2000 – 2009 ·
2010 – 2019 ·
2020 − 2029
1990 · 
1991 · 
1992 · 
1993 · 
1994 · 
1995 · 
1996 · 
1997 · 
1998 · 
1999 · 
2000 · 
2001 · 
2002 · 
2003 · 
2004 · 
2005 · 
2006 · 
2007 · 
2008 · 
2009 · 
2010 · 
2011 · 
2012 · 
2013 · 
2014 ·
2015 ·
2016 ·
2017 ·
2018 ·
2019 ·
2020 ·
2021 ·
2022 ·
2023
Algerije ·
Angola ·
Benin ·
Botswana ·
Burkina Faso ·
Burundi ·
Comoren ·
Congo-Brazzaville ·
Congo-Kinshasa ·
Djibouti ·
Egypte ·
Equatoriaal-Guinea ·
Eritrea ·
Ethiopië ·
Gabon ·
Gambia ·
Ghana ·
Guinee ·
Guinee-Bissau ·
India ·
Ivoorkust ·
Kameroen ·
Kenia ·
Lesotho ·
Libanon ·
Liberia ·
Libië ·
Madagaskar ·
Malawi ·
Mali ·
Marokko ·
Mauritius ·
Mozambique ·
Niger ·
Nigeria ·
Oeganda ·
Rwanda ·
Saoedi-Arabië ·
Sao Tomé en Principe ·
Senegal ·
Seychellen ·
Swaziland ·
Tanzania ·
Togo ·
Tsjaad ·
Tunesië ·
Zambia ·
Zimbabwe ·
Zuid-Afrika